# 輝く夜明けに向かって
『輝く夜明けに向かって』（かがやくよあけにむかって 原題：Catch a Fire）は、2006年制作のフランス・イギリス・南アフリカ共和国・アメリカ合衆国合作映画。
フィリップ・ノイス監督、アンソニー・ミンゲラ製作、シドニー・ポラック製作総指揮。
実在のANCの闘士パトリック・チャムーソの反アパルトヘイト闘争を描いた作品。

## あらすじ
1980年、アパルトヘイト体制下の南アフリカ共和国。黒人のパトリック・チャムーソは反アパルトヘイト運動には関心がなく、家族のために石油精油所でこつこつと働いていた。
ある日、彼は自分が監督する少年サッカーチームが決勝戦に進出した事からやむを得ず仕事を休まなければならなくなり、病気と偽り仕事を休んだ。その夜、自分が働く石油精油所がANCのテロによって爆破された。
警察の捜査はパトリックにも及び、逮捕された彼はニック・フォスら白人警官の拷問を含めた厳しい尋問を受ける。妻のプレシャスにまで尋問が及んだ事を知ったパトリックは偽りの自白をし、釈放された。
パトリックはこれをきっかけにANCの闘士となり、反アパルトヘイトのテロに身を投じていく。

## キャスト
※括弧内は日本語吹き替え
- パトリック・チャムーソ - デレク・ルーク（小森創介）
- ニック・フォス - ティム・ロビンス（井上和彦）
- プレシャス・チャムーソ - ボニー・ヘナ（魏涼子）
- ゼコ・セプテンバー - ムンセディシ・シャバング（石住昭彦）
- シックスペンス - シセムビソ・キュマロ（小林由美子）